# Мала Недеља
Мала Недеља (словен. Mala Nedelja) је насељено место у општини Љутомер, Помурска регија, Словенија.

## Историја
До територијалне реорганизације у Словенији била је у саставу старе општине Љутомер. Као самостално насеље, Мала Недеља постоји од 1991. године. Настала је издвајањем дела из насеља Бучковци.

## Становништво
У попису становништва из 2011. године, Мала Недеља је имала 100 становника.
| Број становника према пописима | Број становника према пописима |
| ------------------------------ | ------------------------------ |
| 2002                           | 2011                           |
| 117                            | 100                            |

Напомена: Године 1991. настала издвајањем дела из насеља Бучковци.